# Khoái Châu (thị trấn)
Khoái Châu là thị trấn huyện lỵ của huyện Khoái Châu, tỉnh Hưng Yên, Việt Nam.

## Địa lý
Thị trấn Khoái Châu nằm ở vị trí trung tâm huyện Khoái Châu, có vị trí địa lý:
- Phía bắc giáp xã An Vĩ
- Phía nam giáp xã Phùng Hưng
- Phía đông giáp xã Dân Tiến
- Phía tây giáp xã Bình Kiều.

Thị trấn Khoái Châu có diện tích 4,39 km², dân số năm 2020 là 8.322 người, mật độ dân số đạt 1.896 người/km².

## Hành chính
Thị trấn Khoái Châu được chia thành 4 thôn: Phố Phủ, Vinh Quang, Thông Quan Thượng, Thông Quan Hạ.

## Lịch sử
Trước đây, Khoái Châu là một thị trấn thuộc huyện Châu Giang cũ.
Ngày 24 tháng 9 năm 1997, Chính phủ ban hành Nghị định 102-CP về việc thành lập thị trấn Khoái Châu thuộc huyện Châu Giang trên cơ sở:
- Toàn bộ diện tích và dân số của xã Kim Ngưu cũ (gồm 402,79 ha diện tích tự nhiên và 9.662 nhân khẩu
- Điều chỉnh 10,13 ha diện tích tự nhiên của xã An Vĩ.

Thị trấn Khoái Châu có 412,92 ha diện tích tự nhiên và 9.662 nhân khẩu.
Ngày 24 tháng 7 năm 1999, Chính phủ ban hành Nghị định số 60/1999/NĐ-CP về việc chuyển thị trấn Khoái Châu thuộc huyện Châu Giang cũ chuyển về huyện Khoái Châu mới tái lập quản lý.